# Verlag Karl Alber

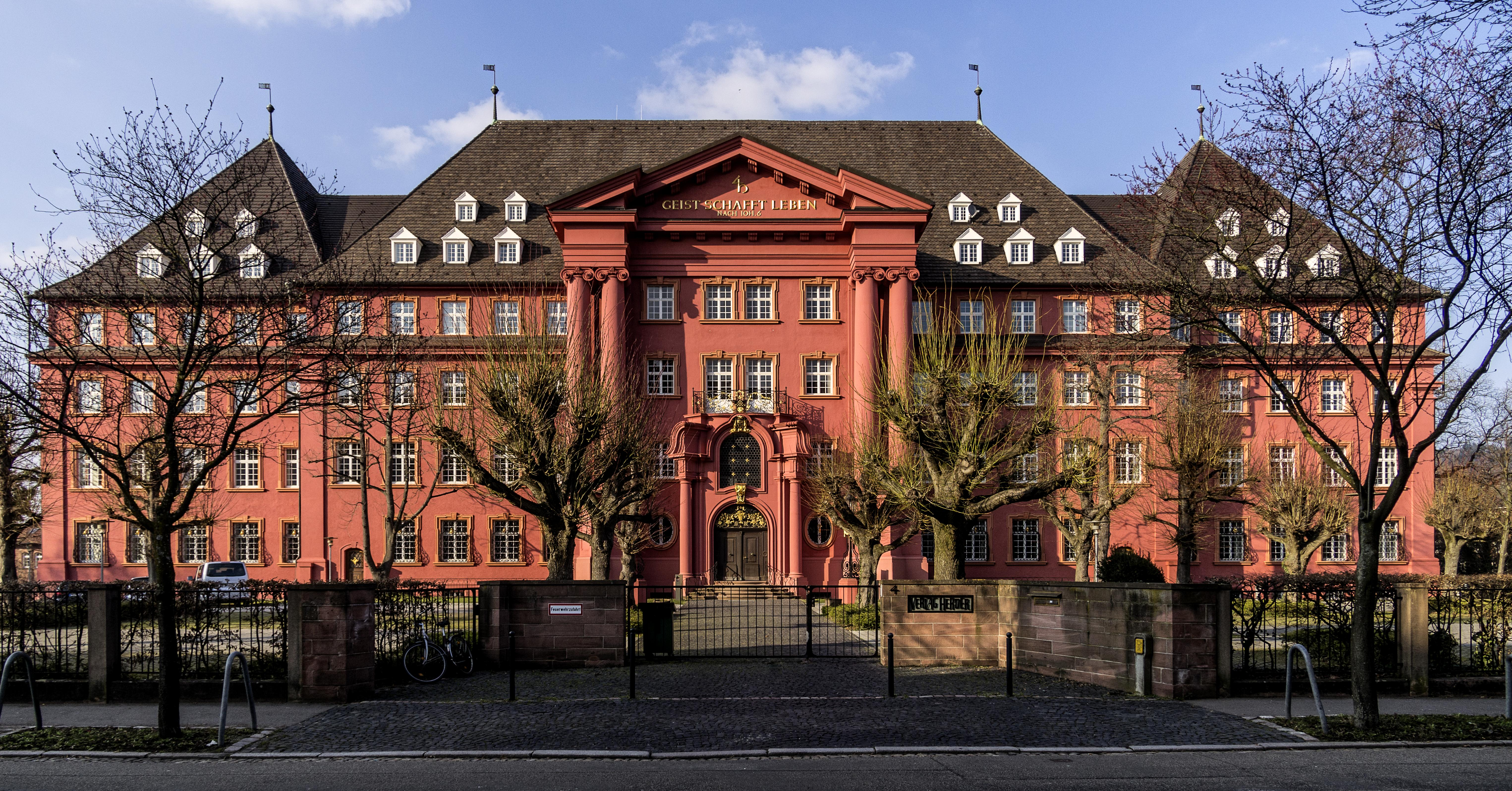
Der Verlag Karl Alber im Herdergebäude

Der Verlag Karl Alber mit dem Geschäftssitz in Baden-Baden ist innerhalb der Nomos Verlagsgesellschaft mbH und Co. KG ein Wissenschaftsverlag für Philosophie. Zum Verlagsprogramm zählen auch historische, rechtswissenschaftliche und sozialwissenschaftliche Veröffentlichungen.

## 1910 bis 1950
Karl Alber (1873–1934) – damals Inhaber der Dorn’schen Buchhandlung in Ravensburg – gründete 1910 den Bodenseeverlag Karl Alber. Veröffentlicht wurden Kunstdrucke, Radierungen, Reisebücher und Postkarten. Nach dem Tod Albers kam es durch den Verlag Herder in Freiburg im Breisgau im Jahr 1939 zu einer Neugründung als Karl Alber Verlag in der Rechtsform einer GmbH. Unter dieser Firmierung begann der Herder Verlag mit der Veröffentlichung profaner Literatur, was dem konfessionellen Verlag durch die nationalsozialistische Gesetzgebung verwehrt war. 1939 gründete der Verlag Karl Alber eine Zweigniederlassung in München und begann dort unter der Leitung von Johannes Harling mit der Herausgabe belletristischer Literatur. 1944 wurde der Verlag durch die Nazi-Behörden stillgelegt.
1946 nahm Alber unter Johannes Harling seine Arbeit wieder auf und spezialisierte sich auf schöngeistige und wissenschaftliche Literatur. Als eines der ersten Bücher erschien noch im selben Jahr Der SS-Staat von Eugen Kogon. Auch Werke von Alois Dempf, Wilhelm Hausenstein, Reinhold Schneider und Mahatma Gandhi wurden veröffentlicht. Unter der Rubrik „Romane und Erzählungen“ erschienen Werke u. a. von Werner Bergengruen, Alfred Döblin, Peter Dörfler, Johannes Kirschweng, Nikolaj Leskow, Alessandro Manzoni und Leo Weismantel.

## 1950 bis 1969

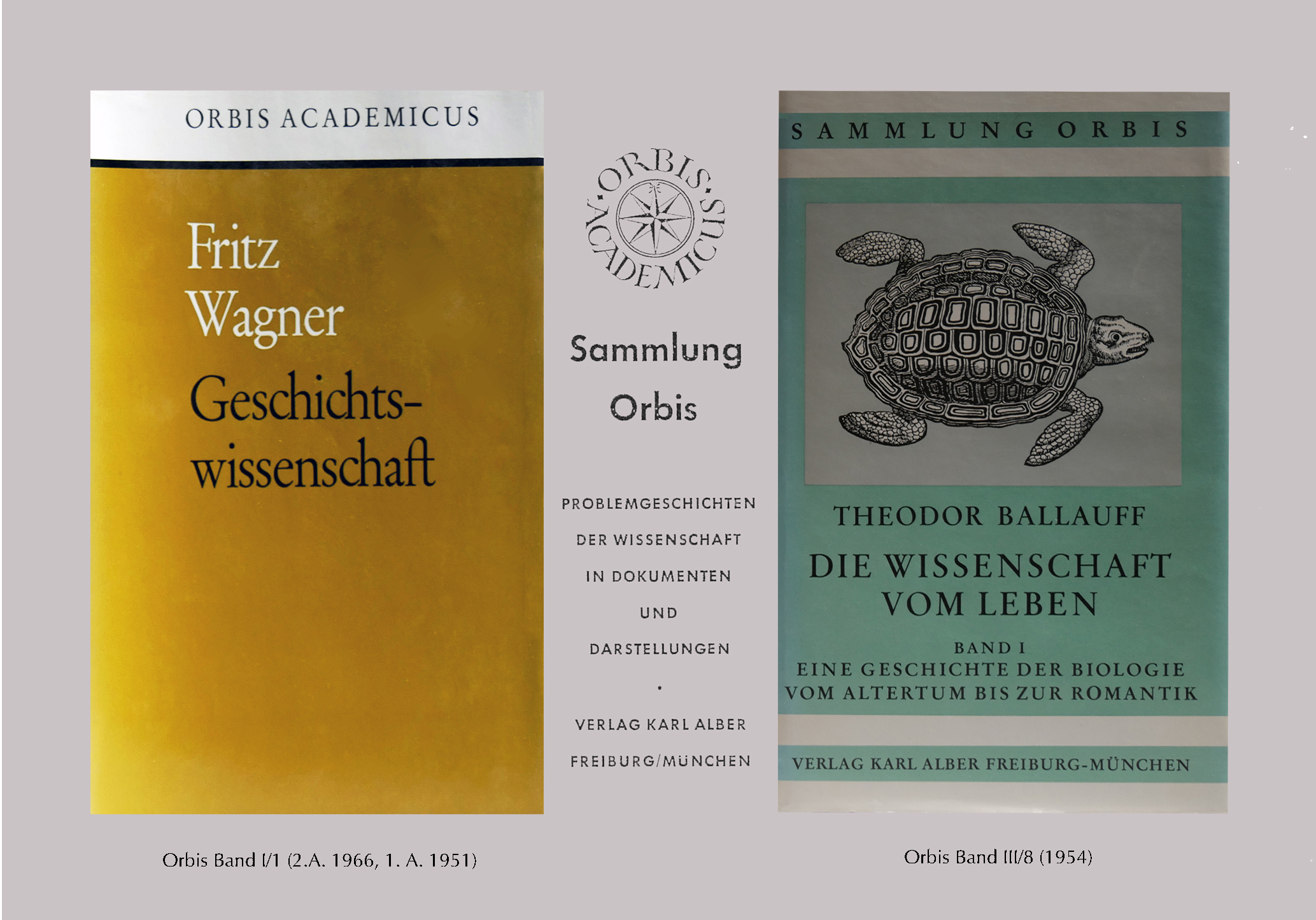
ORBIS ACADEMICUS

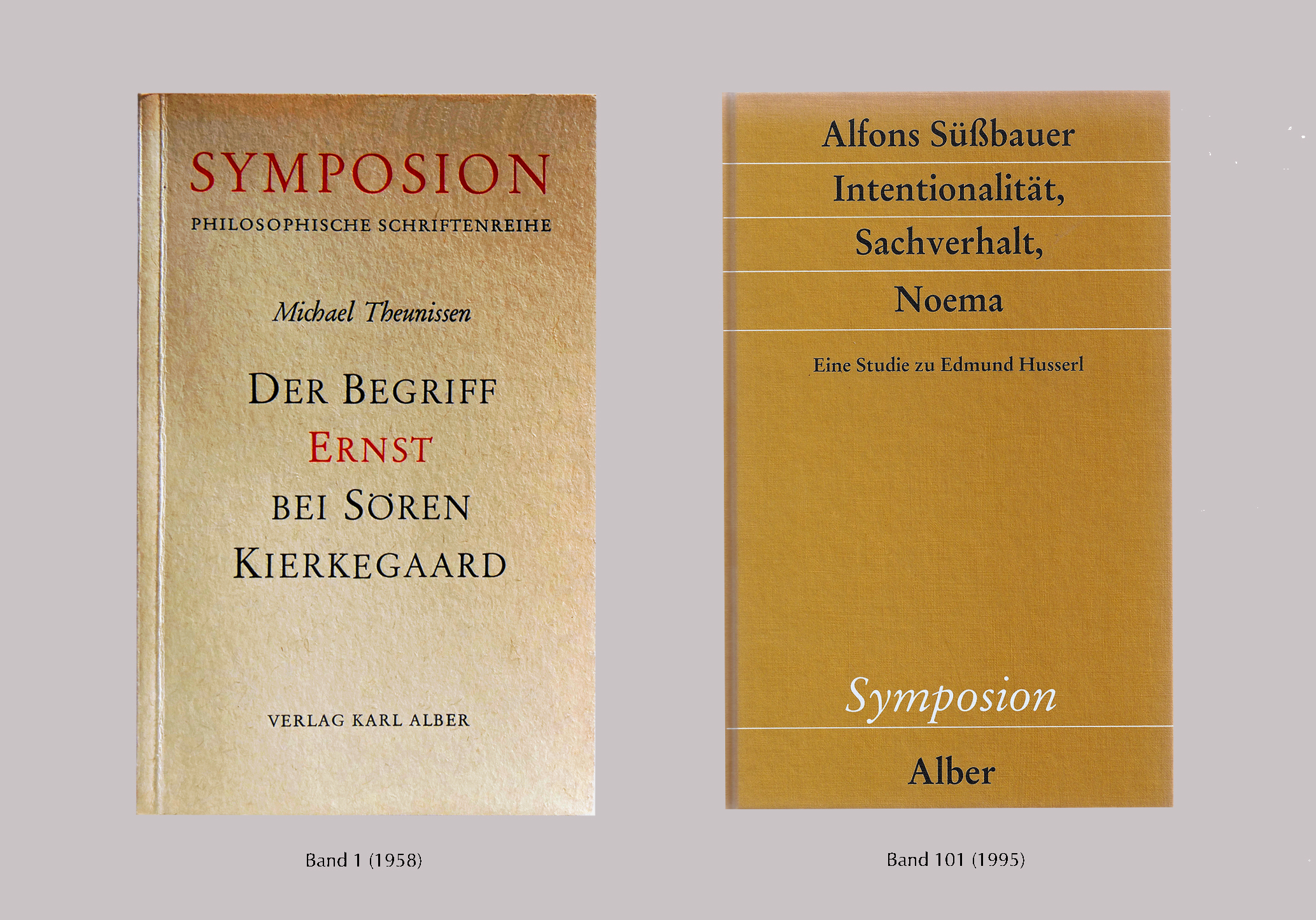
SYMPOSION

1950 begann unter Richard Brodführer die Spezialisierung zum geisteswissenschaftlichen Verlag mit der von Fritz Wagner und ihm herausgegebenen Reihe Orbis academicus, einer problemgeschichtlichen Enzyklopädie der Wissenschaften in Dokumenten und Darstellungen, die nach Erscheinen von 49 Werken in 59 Bänden 1987 beendet wurde.
Aus einem von 1949 bis 1954 erschienenen Jahrbuch für Philosophie Symposion ging 1958 die philosophische Schriftenreihe Symposion hervor, begründet und bis 1975 herausgegeben von Max Müller, Bernhard Welte und Erik Wolf, danach bis 1994 herausgegeben von Klaus Hemmerle, Alexander Hollerbach und Robert Spaemann und seither mit inzwischen insgesamt 132 Bänden unter der Herausgeberschaft von Maximilian Forschner und Ludger Honnefelder. Die ersten vier Bände stammten von Michael Theunissen, Ernst Tugendhat, Karlfried Gründer und Odo Marquard.
Georg Stadtmüller begründete 1949 bei Alber das von namhaften Historikern herausgegebene Jahrbuch für Universalgeschichte Saeculum, das bis zu seinem 53. Jahrgang 2002 bei Alber erschien und seither beim Böhlau Verlag, Köln, herauskommt.
1951 übernahm Alber das Historische Jahrbuch in seinem 70. Jahrgang, das Johannes Spörl von 1937 bis zu seinem Tod 1977 im Auftrag der Görres-Gesellschaft herausgegeben hat. 2010 erscheint es im 130. Jahrgang, im Auftrag der Görres-Gesellschaft herausgegeben von Thomas Brechenmacher, Wilhelm Damberg, Franz J. Felten, Hans Günter Hockerts, Hans-Michael Körner und Anton Schindling.
1953 übernahm Alber das Philosophische Jahrbuch in seinem 62. Jahrgang, das damals Max Müller im Auftrag der Görres-Gesellschaft herausgegeben hat. 2010 erscheint es im 117. Jahrgang und wird von Thomas Buchheim, Volker Gerhardt, Matthias Lutz-Bachmann, Henning Ottmann, Pirmin Stekeler-Weithofer und Wilhelm Vossenkuhl im Auftrag der Görres-Gesellschaft herausgegeben.
In den 1950er und 1960er Jahren hat der Philosoph und Theologe Robert Scherer das Denken von Maurice Blondel und Pierre Teilhard de Chardin mit Übersetzungen aus dem Französischen und einschlägigen Sekundärstudien in den deutschen philosophisch-theologischen Diskurs eingebracht. Von Blondel erschienen Das Denken und Die Aktion, von Teilhard de Chardin Frühe Schriften, seine Briefe aus Ägypten und zwei weitere Briefbände. Ein vierter Briefband brachte den Briefwechsel zwischen Blondel und Teilhard de Chardin. Bücher wie Arthur Allen Cohens Der natürliche und übernatürliche Jude, Heinrich Dumoulins Östliche Meditation und christliche Mystik und Raimon Panikkars Kultmysterium in Hinduismus und Christentum stehen für die Weite des religionswissenschaftlichen Programms.
1964 endete aus Altersgründen die Ära Johannes Harling. Die Leitung des Verlages übernahm Walter Kumpmann, der sie bis Anfang 1969 innehatte.

## 1969 bis 1994

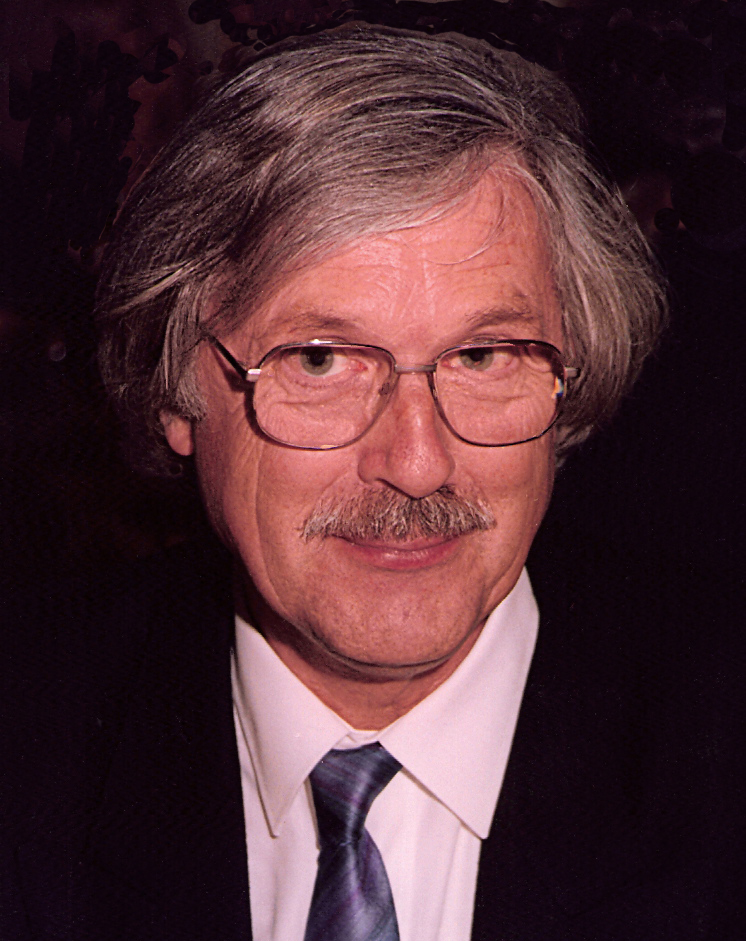
Meinolf Wewel 1993

1969 übernahm Meinolf Wewel als Geschäftsführer die Leitung des Verlags, führte die bisherigen Reihen und Zeitschriften weiter und entwickelte Alber zu einem auf die Gegenwartsphilosophie spezialisierten Wissenschaftsverlag, ohne dabei die Philosophiegeschichte zu vernachlässigen. 1972 begründete er die Alber-Reihe Philosophie (bis Band 100 Alber Broschur Philosophie) – ein Forum gegenwärtigen Denkens, das über Ländergrenzen hinweg allen Strömungen und Fragestellungen offen ist. Ebenfalls seit 1972 erscheinen die Studienbücher Kolleg Philosophie. Seit 1974 stellt der Verlag Alber in der Reihe Fermenta philosophica Studien und Entwürfe als „Gärstoffe“ zur Diskussion. 1975 kam die inzwischen auf 83 Bände angewachsene Reihe Praktische Philosophie hinzu, bis 2008 herausgegeben von Günther Bien, Karl-Heinz Nusser und (ab 1990) Annemarie Pieper, seit 2008 herausgegeben von Christoph Horn, Axel Hutter und Karl-Heinz Nusser. Dort finden sich wissenschaftliche Erörterungen moralischer und ethischer Fragen des individuellen und des öffentlichen und sozialen Lebens. Diskutiert werden u. a. die Begründung von Normen und moralischen Institutionen, das Verhältnis von Seins- und Sollenssätzen, Fragen der Handlungs- und Planungstheorie und die anthropologischen Voraussetzungen von Moral und Ethik. Ebenfalls nahmen 1975 die von Ernst Wolfgang Orth im Auftrag der Deutschen Gesellschaft für phänomenologische Forschung herausgegebenen Phänomenologischen Forschungen ihren Anfang. Bis 1996 erschienen bei Alber 30 Bände; seit 2001 werden sie vom Felix Meiner Verlag fortgeführt. Vom Handbuch Philosophie, das Wewel mitbegründet hat, sind in den Jahren 1981 bis 1996 unter der Herausgeberschaft von Elisabeth Ströker und Wolfgang Wieland zehn Bände erschienen. 1993 begann Wewel noch die internationale Reihe Orbis Phaenomenologicus, die von Kah Kyung Cho (Buffalo), Yoshihiro Nitta (Tokyo) und Hans Rainer Sepp (Prag) herausgegeben wird. Bis zum Jahr 2001 erschienen bei Alber acht Bände. Jetzt wird sie vom Verlag Königshausen & Neumann fortgeführt.
Wewel verstand Alber als Autorenverlag, nicht als Programmverlag. Es waren u. a. folgende Philosophen, die in diesen Jahren mit Alber verbunden waren und es nicht selten auch heute noch sind: Karl Acham, Hans Michael Baumgartner, Walter Biemel, Otto Friedrich Bollnow, Hans Ebeling, Wilhelm K. Essler, Ferdinand Fellmann, Eugen Fink, Ute Guzzoni, Michel Henry, Norbert Hoerster, Wolfram Hogrebe, Harald Holz, Klaus Jacobi, Josef König, Emmanuel Levinas, Rudolf Lüthe, Georg Misch, Max Müller, Severin Müller, Javier Muguerza, Ryōsuke Ōhashi, M. A. C. Otto, Otto Pöggeler, Paul Ricœur, Frithjof Rodi, Kurt Röttgers, Heinrich Rombach, Richard Schaeffler, Claus-Artur Scheier, Wolfdietrich Schmied-Kowarzik, Hans Rainer Sepp, Ludwig Siep, Josef Simon, Jean-Claude Wolf und Günter Wohlfart.
Im Bereich Geschichte begann Alber 1978 die Reihe Historische Anthropologie. Bis 1995 erschienen sieben Bände. Ab Band 8 wird die Reihe vom Böhlau Verlag in Wien fortgeführt. Von der Freiburger Buchhandlung Albert übernahm Alber 1970 die in Verbindung mit dem Alemannischen Instituts herausgegebenen Forschungen zur oberrheinischen Landesgeschichte und die im Auftrag der Albert Ludwigs-Universität Freiburg herausgegebenen Freiburger Beiträge zur Wissenschafts- und Universitätgeschichte und führte beide Reihen weiter.
Im Bereich Rechts- und Sozialwissenschaft begann 1970 die Reihe Alber-Broschur Rechts- und Sozialwissenschaft, die nach 28 Bänden von 1988 bis 1995 als Alber Reihe Rechts- und Sozialwissenschaft unter der Herausgeberschaft von Ernesto Garzón Valdés, Hartmut Kliemt, Lothar Kuhlen und Ruth Zimmerling fortgeführt wurde. Jan M. Broekman gab in seiner Reihe Kolleg Rechtstheorie von 1977 bis 1983 zehn Bände heraus. In der von Hans Mathias Kepplinger, Elisabeth Noelle-Neumann zunächst mit Winfried Schulz, später mit Bernd Brosius herausgegebenen Alber Reihe Kommunikation erschienen zwischen 1975 und 2004 dreißig Bände.
Die Reihe Grenzfragen wird vom Institut der Görres-Gesellschaft für Interdisziplinäre Forschung (Naturwissenschaft – Philosophie – Theologie) seit 1972 bei Alber veröffentlicht; Band 1 bis 14 von Norbert A. Luyten, Band 15 bis 18 von Leo Scheffczyk und seit Band 16 von Ludger Honnefelder herausgegeben. 2009 erschien Band 34.
Wie schon seine Vorgänger war Wewel darauf bedacht, das durch die deutsche Sprache begrenzte Denken durch das Denken in anderen Sprachen zu ergänzen und zu korrigieren. Veröffentlichungen aus dem hispanischen und japanischen Kulturraum, aber auch solche aus Russland, Italien, Frankreich und Rumänien (Jahrbuch Dacoromania: Jahrbuch für östliche Latinität 1973 bis 1991) sprechen dafür. Auch in umgekehrter Richtung hat solches Bemühen Früchte getragen: Davon zeugen nicht zuletzt in dieser Zeit 20 ins Spanische und 30 ins Japanische übersetzte Alber-Bücher.

## 1995 bis 2000
Bisherige Reihen und Zeitschriften werden weitergeführt. Das Programm des Alber-Verlages erfährt unter der Verlagsleitung von Frank Redecker eine Erweiterung, u. a. durch folgende Reihen: die zunächst von Karl-Heinz Lembeck, Ernst Wolfgang Orth und Hans Rainer Sepp, ab 2006 von Jean-Luc Marion und Walter Schweidler herausgegebene Reihe Phänomenologie – Texte (bis 2008: 7 Bände) und Kontexte (bis 2010: 21 Bände); die von Karl-Heinz Lembeck herausgegebene Reihe Alber-Texte Philosophie (1999 bis 2003: 18 Bände). Eine neue Reihe Alber Thesen greift ab 1999 aktuelle Strömungen des internationalen Diskurses auf und stellt sie zur Diskussion. (2010 erscheinen die Bände 39 bis 41.) Wie in den Jahrzehnten zuvor werden viele junge Alber-Autoren auf Professuren berufen. Der Verlag erhält auch sein neues Logo, das Alber-A.

## 2002 bis heute

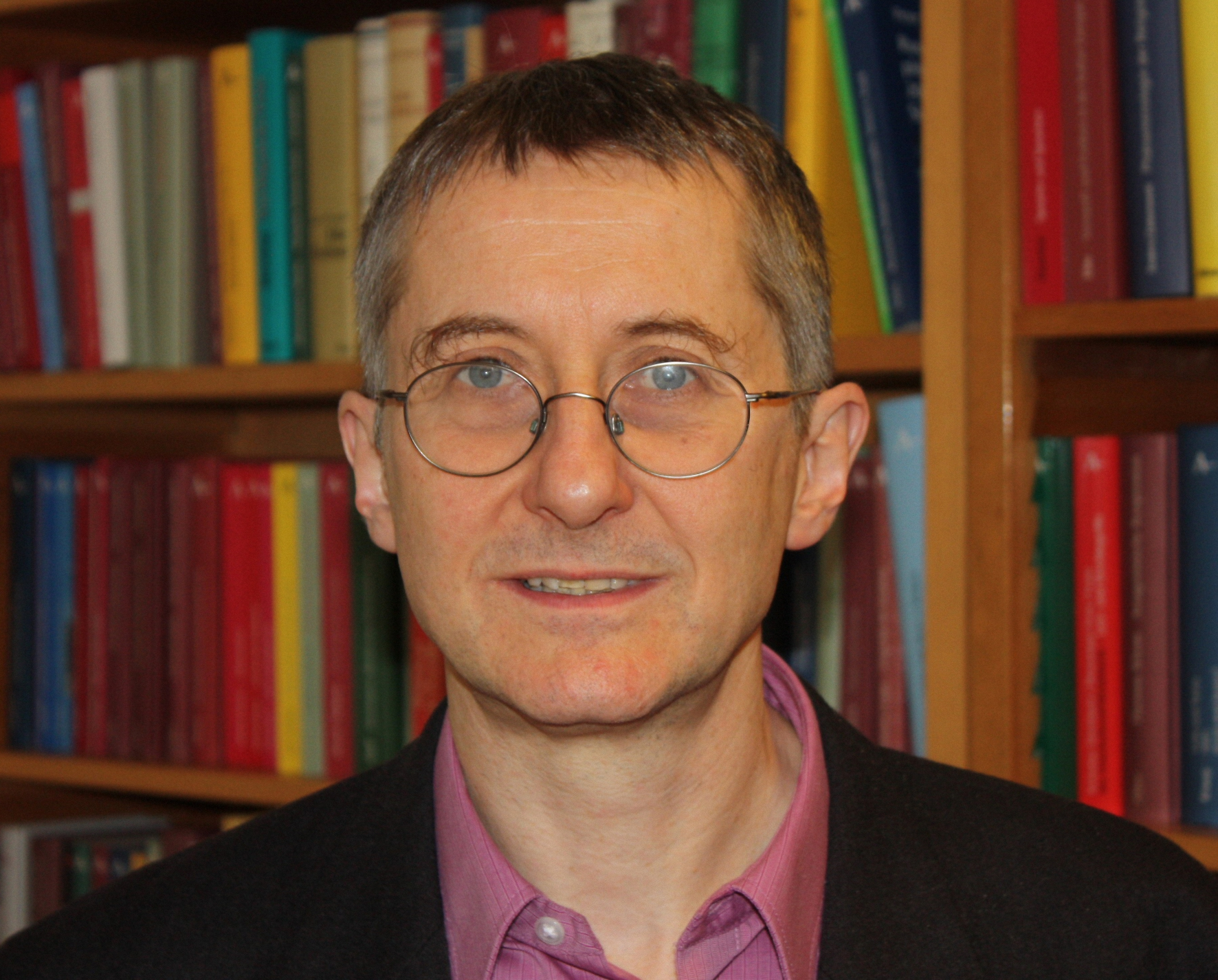
Lukas Trabert 2015

Nach einer einjährigen Vakanz in der Verlagsleitung wurde der Verlag mit einem neuen Team unter der Leitung von Lukas Trabert weitergeführt. Das bisherige Programm wird mit neuen Autoren, neuen Reihen und neuen Zeitschriften weiter ausgebaut. Neue Autoren sind u. a. Karl Albert, Jan. P. Beckmann, Margot Fleischer, Jörg Phil Friedrich, Karen Gloy, Michael Großheim, Petra Kolmer, Matthias Lutz-Bachmann, Jean-Luc Marion und Hermann Schmitz.
Seit 2004 leistet das Heidegger-Jahrbuch einen wegweisenden Beitrag zur Auseinandersetzung mit dem Denken Heideggers, erschließt neue Quellen und begleitet kritisch die gegenwärtige Forschung. Es wird von Alfred Denker und Holger Zaborowski herausgegeben, unterstützt von einem internationalen Beirat. Alfred Denker ist auch Herausgeber der Martin Heidegger Briefausgabe, die auf insgesamt ca. 35 Bände angesetzt ist. Ca. 20 Bände bringen die wissenschaftliche Korrespondenz mit Gelehrten aus allen Bereichen, ca. 10 Bände den privaten Briefwechsel und ca. 5 Bände die Korrespondenz mit Universitäten, Verlagen, Akademien und Archiven. Als erste Bände erscheinen 2010 der Briefwechsel mit dem Kunsthistoriker Kurt Bauch und 2011 der Briefwechsel mit Heideggers Eltern und seiner Schwester.
Gemeinsam mit den Herausgebern des Philosophischen Jahrbuchs vergibt der Verlag seit 2004 jährlich den Karl-Alber-Preis für eine herausragende und bislang unveröffentlichte Dissertation oder Habilitationsschrift aus dem Bereich der Philosophie.
Seit 2006 erscheint das Rosenzweig-Jahrbuch/Rosenzweig Yearbook, das ausgehend vom Werk des deutsch-jüdischen Philosophen Franz Rosenzweig ein Forum bietet für heutiges jüdisches Denken, jüdische Religionsphilosophie und den jüdischchristlich-islamischen Dialog. Es wird im Auftrag der Internationalen Rosenzweig-Gesellschaft herausgegeben von Martin Brasser (Luzern) in Zusammenarbeit mit Myriam Bienenstock (Paris), Bob Gibbs (Toronto), Gesine Palmer (Berlin), Jules Simon (El Paso/Texas) u. Yossi Turner (Jerusalem). Ebenfalls im Auftrag der Internationalen Rosenzweig-Gesellschaft geben Martin Brasser, Norbert Samuelson und Wolfdietrich Schmied-Kowarzik seit 2006 die Rosenzweigiana heraus, eine Schriftenreihe zur Förderung der wissenschaftlichen Auseinandersetzung mit Leben, Werk und Wirkung des von Franz Rosenzweig. In ihr erscheinen Monographien, Sammelbände und Quellen.
Seit 2006 erscheint die Eugen Fink Gesamtausgabe, die auf 25 Bände angelegt ist. Sie ist textkritisch angelegt und umfasst sämtliche von Fink selbst publizierte Arbeiten sowie die zum größten Teil noch unveröffentlichten Schriften seines umfangreichen Nachlasses. Unter Mitwirkung von Annette Hilt und Franz-Anton Schwarz wird sie von Stephan Grätzel, Cathrin Nielsen und Hans Rainer Sepp herausgegeben.
Fragen u. a. der Angewandten Ethik, der Medizinethik, der Bio- und Umweltethik, der Technik- und Wissenschaftsethik sowie der Wirtschaftsethik behandeln die Bände der Reihe Angewandte Ethik, die von Nikolaus Knoepffler, Peter Kunzmann, Reinhard Merkel, Ingo Pies und Anne Siegetsleitner herausgegeben wird. (ab 2006; bis 2010 erschienen 12 Bde.) Die Sachstandsberichte des Deutschen Referenzzentrums für Ethik in den Biowissenschaften (DRZE) erscheinen in der Reihe Ethik in den Biowissenschaften. (ab 2002; bis 2010 erschienen 10 Bde.)
In der neuen Reihe Hinblick geht es um die philosophische Betrachtung von Themen des menschlichen Lebens und Erfahrens (ab 2008; bis 2010 erschienen 7 Bände). Alfred Denker und Holger Zaborowski geben seit 2008 die Reihe Interpretation und Quellen heraus. Hier werden wichtige Texte der abendländischen Geistesgeschichte zusammen mit jeweils sechs bis acht interpretierenden Aufsätzen veröffentlicht.
Ein Forum für den interdisziplinären Dialog um die Lebenswissenschaften sowie ihre Entwicklungen und Erkenntnisse bietet seit 2006 die von Kristian Köchy und Stefan Majetschak herausgegebene Reihe Lebenswissenschaften im Dialog  – bis 2010 erschienen 9 Bände. Von der unwillkürlichen Lebenserfahrung, von dem, was jeder Mensch vortheoretisch an seinem eigenen Leib spürt, geht die von Hermann Schmitz begründete Neue Phänomenologie aus. In der Reihe Neue Phänomenologie, die seit 2005 von der Gesellschaft für Neue Phänomenologie bei Alber herausgegeben wird, erscheinen dazu Monographien und Textsammlungen (bis 2014: 21 Bände).
Die von Günter Funke und Rolf Kühn seit 2005 herausgegebene lebensphänomenologisch orientierte Reihe  Seele, Existenz und Leben  will alle Erscheinungsweisen so analysieren, wie sie sich aus der affektiven und kulturellen Grundverfasstheit des Menschen ergeben (bis 2010: 15 Bände). Für die Zusammenhänge von Psychotherapie, Psychologie und Philosophie mit ihrem kulturellen Kontext bietet sich als offenes Diskussionsforum das neue Jahrbuch für Psychotherapie, Philosophie und Kultur psycho-logik an, das Rolf Kühn, Jann E. Schlimme und Karl Heinz Witte seit 2006 herausgeben.

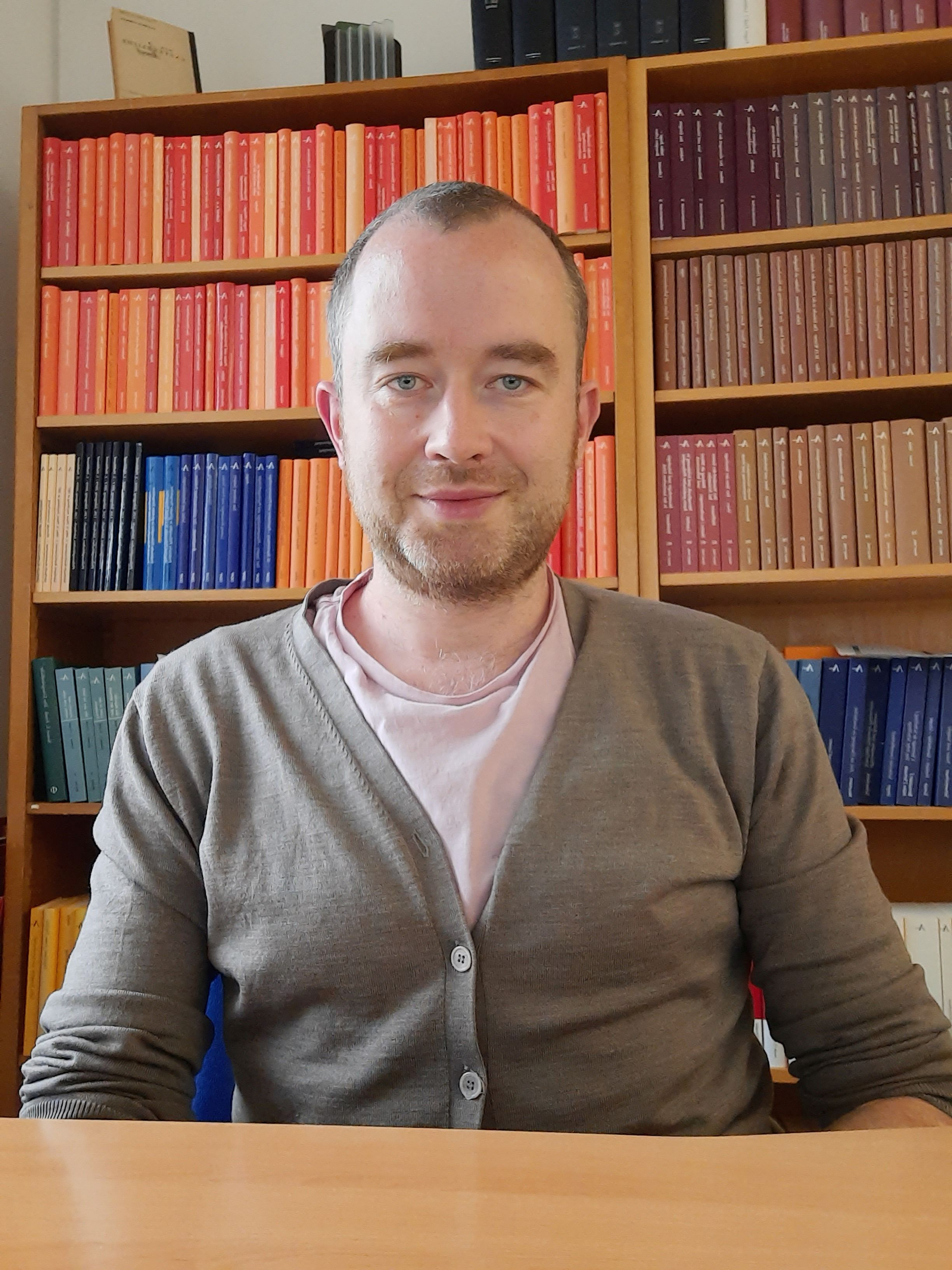
Martin Hähnel, seit 2021 für das Programm von Karl Alber verantwortlich

Mit Themen der Pädagogik bzw. Erziehungswissenschaften beschäftigen sich seit 2008 die Bände der Reihe Pädagogik und Philosophie, die von einem Wissenschaftlichen Beirat begleitet wird, dem u. a. Ekkehard Martens, Käte Meyer-Drawe, Matthias Rath und Franz Josef Wetz angehören. Um die wissenschaftlichen Erforschung religionsphilosophischer Entwürfe und religiöser Erscheinungsformen geht es der Reihe Scientia & Religio, die seit 2004 von Markus Enders und Bernhard Uhde herausgegeben wird.
In einer Reihe Welten der Philosophie erscheinen seit 2009 Übersetzungen, Monographien und Sammelbände zur vergleichenden Philosophie und zu außereuropäischen Philosophien sowie Studien, in denen Voraussetzungen inter- bzw. transkulturellen Philosophierens herausgearbeitet werden. Zum wissenschaftlichen Beirat gehören Claudia Bickmann, Rolf Elberfeld, Geert Hendrich, Heinz Kimmerle, Kai Kresse, Adhar Ram Mall, Ryōsuke Ōhashi, Heiner Roetz, Ulrich Rudolph, Hans Rainer Sepp, Georg Stenger, Franz Martin Wimmer und Ichiro Yamaguchi.
Zum Jubiläum 550 Jahre Universität Freiburg erschien bei Alber 2007 die  Festschrift  mit über 2300 Seiten in 5 Bänden.
Anlässlich des einhundertjährigen Bestehens des Verlags Karl Alber hat Lukas Trabert einen »Philosophischer Wegweiser« herausgegeben, in dem sich 101 Autoren zu Fragen nach der heutigen und zukünftigen Bedeutung der Philosophie und nach ihrem Selbstverständnis als Philosophen äußern. Sie geben weiterhin darüber Auskunft, was sie für besonders lesenswert halten und welche Thesen sie gerne diskutieren möchten.
Lukas Trabert hat den Verlag Ende 2020 verlassen. Die Verlagsleitung obliegt seitdem Martin Hähnel.
Seit dem 1. Januar 2022 gehört der Verlag der Nomos Verlagsgesellschaft mbH & Co. KG Baden-Baden.